# Damenspende
Damenspende, op. 305, är en polka-française av Johann Strauss den yngre. Den framfördes första gången den 6 februari 1866 i Redouten-Saal i slottet Hofburg i Wien.

## Historia
I 1800-talets Wien var det kutym att hedra damernas närvaro vid balerna genom att överräcka gåvor (på tyska 'Damenspende'). Till exempel hade Johann Strauss så tidigt som i januari 1845, endast tre månader efter sin debut som kompositör och dirigent, arrangerat speciellt tryckta kopior av sitt opus 1, valsen Sinngedichte, att såsom "Damenspende" överräckas till alla närvarande damer. Även Johann Strauss den äldre hade taget tillfället i akt 1849 och komponerat en polka med titeln Damen-Souvenir-Polka (op. 236) till Valentinbalen, men det skulle dröja ända till 1866 innan Johann Strauss den yngre valde 'Damenspende' som titel på den polka han skrev till Studentbalen. Denna ägde rum i Redouten-Saal den 6 februari. Johann Strauss och hand bröder Josef och Eduard deltog med egna kompositioner till årets bal, men den sedvanliga karnevalsstämningen ville inte riktigt infinna sig på grund av det överhängande krigsläget mellan Preussen och Österrike. Josef framförde sin nya vals Vereins-Lieder (op. 198) medan Johann dirigerade sin Damenspende. 
Enligt reportern i tidningen Fremden-Blatt (8 februari 1866) var festen inte särskilt välbesökt eller glamorös; kvinnorna representerades av "ett stort antal ungdomliga figurer, som mer lyste genom sin personlighet en genom sina toaletter". Vidare att "denna osökta, tilltalande enkelhet skänkte festen en känsla av en utökad husbal, vars första och viktigaste regel är 'dans'. Och damerna och herrarna åtlydde denna uppmaning med stor iver och dansade med entusiasm till ljudet av Strauss kapell från nio på kvällen till sex på morgonen". 

## Om polkan
Speltiden är ca 3 minuter och 44 sekunder plus minus några sekunder beroende på dirigentens musikaliska tolkning.